# Jean Louis Straus
Pour les articles homonymes, voir Straus.
Jean Louis Straus (ou Johann Ludwig Straus) est un orfèvre actif à Strasbourg au XVIIIe siècle.

## Biographie

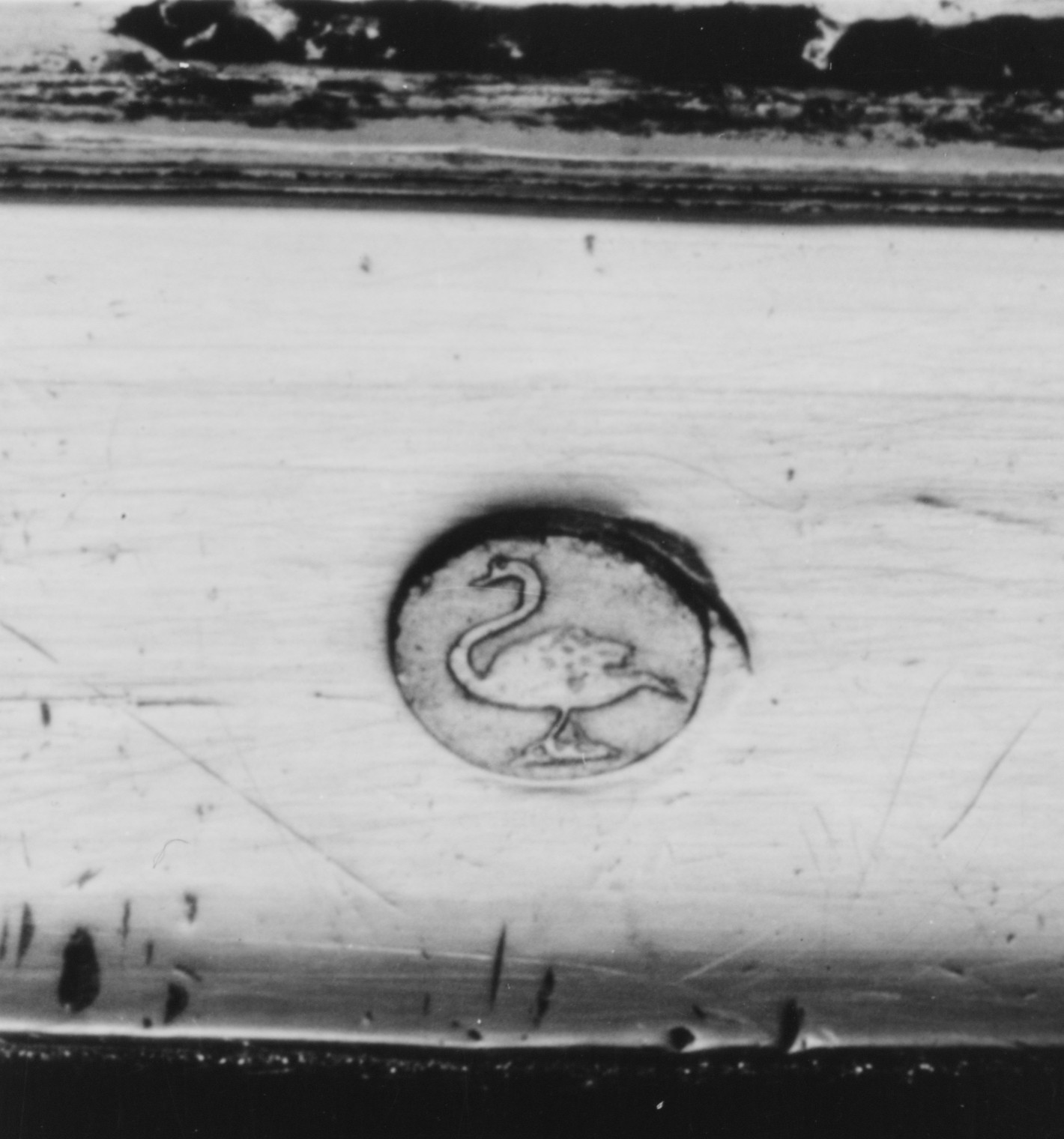
Poinçon.

Venu de Francfort-sur-l'Oder, il effectue son apprentissage chez Jean Louis II Imlin, avant d'être reçu maître en 1737.
Il meurt en 1753.

## Œuvre

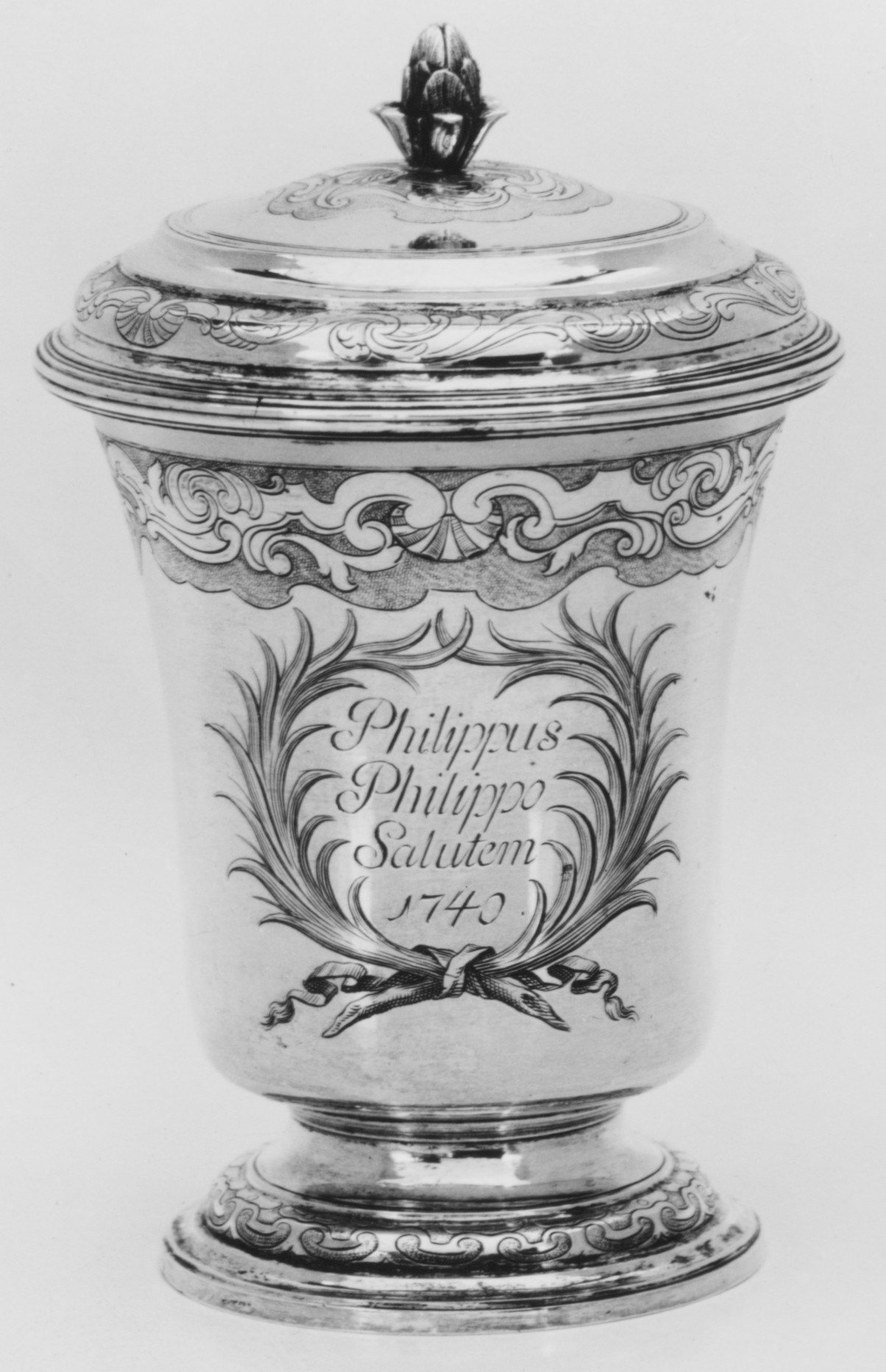
Gobelet à couvercle (1740).
Metropolitan Museum of Art.

Le Metropolitan Museum of Art à New York possède un gobelet à couvercle portant l'inscription « Philippus Philippo Salutem » et la date 1740.
L'hôtel de ville d'Obernai (Bas-Rhin) détient un gobelet de Magistrat de 1742, qui porte le poinçon du maître, un aigle avec les armoiries d'Obernai et l'inscription : « HERR MICHAËL STAHL BURGMEISTER 1742 RATHS BECHER DER STADT OBEREHNHEIM ».